# All Sky Automated Survey for SuperNovae
El All Sky Automated Survey for SuperNovae (ASAS-SN) es un programa automatizado para buscar nuevas supernovas y otros transitorios astronómicos, encabezado por astrónomos de la Universidad Estatal de Ohio. Tiene 20 telescopios robóticos en los hemisferios norte y sur. Puede examinar todo el cielo aproximadamente una vez al día.
Inicialmente, había cuatro telescopios ASAS-SNc[cita requerida]  en Haleakala, Hawaii y otros cuatro en Cerro Tololo, parte de la Red Global de Telescopios del Observatorio Las Cumbres. Otros doce telescopios estuvieron desplegados en 2017 en Chile, Sudáfrica y Texas, con fondos de la Fundación Gordon y Betty Moore, la Universidad Estatal de Ohio, la Fundación Astronómica Monte Cuba, China, Chile, Dinamarca, y Alemania. Todos los telescopios (equipados con lentes Nikon telephoto f400/2.8) tienen un diámetro de 14 cm y una cámara ProLine PL230 #CCD. Los píxeles de las cámaras abarcan 7.8 arc segundos, por lo que generalmente se requieren observaciones de seguimiento en otros telescopios para obtener una ubicación más precisa.
El objetivo principal del proyecto es el de buscar supernovas brillantes, y sus descubrimientos han incluido el descubrimiento de la supernova más potente acontecimiento, ASASSN-15lh. Aun así, otros objetos transitorios son frecuentemente descubiertos, incluyendo  eventos de disrupción de marea (TDE en inglés) cercanos (como por ejemplo ASASSN-19bt),  novas galácticas (como por ejemplo ASASSN-16kt, ASASSN-16ma, y ASASSN-18fv), estrellas variables cataclísmicas, y bengalas estelares, incluyendo varias de las bengalas más grandes nunca vistas. En julio de 2017 ASAS-SN descubrió su primer cometa, ASASSN1, y en julio de 2019 proporcionó datos cruciales para el asteroide cercano a la Tierra 2019 OK. El sistema puede detectar objetos nuevos con magnitudes entre 18 y 8.
Los objetos descubiertos reciben designaciones que comienzan con ASASSN seguido de un guion, un año de dos dígitos y letras, por ejemplo ASASSN-19bt.